# Portela (Arcos de Valdevez)
Portela é uma povoação portuguesa do Município de Arcos de Valdevez que foi sede da Freguesia de Portela, freguesia que tinha 7,32 km² de área e 260 habitantes (2011), e, por isso, uma densidade populacional de 35,5 hab/km².
A Freguesia de Portela foi extinta em 2013, no âmbito de uma reforma administrativa nacional, tendo sido agregada à Freguesia de Extremo, para formar uma nova freguesia denominada União das Freguesias de Portela e Extremo da qual é sede.

## População
| População da freguesia de Portela | População da freguesia de Portela | População da freguesia de Portela | População da freguesia de Portela | População da freguesia de Portela | População da freguesia de Portela | População da freguesia de Portela | População da freguesia de Portela | População da freguesia de Portela | População da freguesia de Portela | População da freguesia de Portela | População da freguesia de Portela | População da freguesia de Portela | População da freguesia de Portela | População da freguesia de Portela |
| --------------------------------- | --------------------------------- | --------------------------------- | --------------------------------- | --------------------------------- | --------------------------------- | --------------------------------- | --------------------------------- | --------------------------------- | --------------------------------- | --------------------------------- | --------------------------------- | --------------------------------- | --------------------------------- | --------------------------------- |
| 1864                              | 1878                              | 1890                              | 1900                              | 1911                              | 1920                              | 1930                              | 1940                              | 1950                              | 1960                              | 1970                              | 1981                              | 1991                              | 2001                              | 2011                              |
| 542                               | 572                               | 556                               | 539                               | 574                               | 501                               | 448                               | 575                               | 636                               | 571                               | 646                               | 471                               | 322                               | 307                               | 260                               |

| Distribuição da População por Grupos Etários | Distribuição da População por Grupos Etários | Distribuição da População por Grupos Etários | Distribuição da População por Grupos Etários | Distribuição da População por Grupos Etários | Distribuição da População por Grupos Etários | Distribuição da População por Grupos Etários | Distribuição da População por Grupos Etários | Distribuição da População por Grupos Etários | Distribuição da População por Grupos Etários |
| -------------------------------------------- | -------------------------------------------- | -------------------------------------------- | -------------------------------------------- | -------------------------------------------- | -------------------------------------------- | -------------------------------------------- | -------------------------------------------- | -------------------------------------------- | -------------------------------------------- |
| Ano                                          | 0-14 Anos                                    | 15-24 Anos                                   | 25-64 Anos                                   | > 65 Anos                                    |                                              | 0-14 Anos                                    | 15-24 Anos                                   | 25-64 Anos                                   | > 65 Anos                                    |
| 2001                                         | 28                                           | 31                                           | 142                                          | 106                                          |                                              | 9,1%                                         | 10,1%                                        | 46,3%                                        | 34,5%                                        |
| 2011                                         | 11                                           | 18                                           | 105                                          | 126                                          |                                              | 4,2%                                         | 6,9%                                         | 40,4%                                        | 48,5%                                        |

## História
A 7 de dezembro de 2000 na localidade de Frades uma tromba d´água provocou deslizamento de terra, lama e pedras, levando cinco casas e quatro pessoas pelo caminho, que não sobreviveram.